# La Cerleau
La Cerleau est une commune associée de Prez et une ancienne commune française, située dans le département des Ardennes en région Grand Est.
Elle est rattachée, par association, le 1er septembre 1973, à la commune de Prez.

## Géographie
La commune avait une superficie de 7,00 km2

## Histoire
Par arrêté préfectoral du 23 août 1973, la commune de La Cerleau est rattachée le 1er septembre 1973 à la commune de Prez sous la forme de fusion-association.

## Administration

### Liste des maires
| Période                                  | Période | Identité | Étiquette | Qualité |
| ---------------------------------------- | ------- | -------- | --------- | ------- |
| Les données manquantes sont à compléter. |         |          |           |         |
|                                          |         |          |           |         |

### Liste des maires délégués
| Période                                  | Période | Identité | Étiquette | Qualité |
| ---------------------------------------- | ------- | -------- | --------- | ------- |
| Les données manquantes sont à compléter. |         |          |           |         |
|                                          |         |          |           |         |

## Démographie
| 1793 | 1800 | 1806 | 1821 | 1831 | 1836 | 1841 | 1846 | 1851 |
| ---- | ---- | ---- | ---- | ---- | ---- | ---- | ---- | ---- |
| 148  | 135  | 139  | 172  | 176  | 137  | 178  | 181  | 178  |

| 1856 | 1861 | 1866 | 1872 | 1876 | 1881 | 1886 | 1891 | 1896 |
| ---- | ---- | ---- | ---- | ---- | ---- | ---- | ---- | ---- |
| lac. | lac. | 175  | 166  | 174  | 170  | 155  | 146  | 153  |

| 1901 | 1906 | 1911 | 1921 | 1926 | 1931 | 1936 | 1946 | 1954 |
| ---- | ---- | ---- | ---- | ---- | ---- | ---- | ---- | ---- |
| 135  | 139  | 121  | 98   | 99   | 103  | 119  | 120  | 108  |

| 1962 | 1968 | 1975 | 1982 | 1990 | 1999 | 2008 | 2013 | - |
| ---- | ---- | ---- | ---- | ---- | ---- | ---- | ---- | - |
| 91   | 71   | -    | -    | 40   | 49   | 67   | 59   | - |

Histogramme

(élaboration graphique par Wikipédia)